# Desert Solitaire (альбом)
Desert Solitaire (в переводе с англ. — «Пустынный отшельник») — совместный студийный альбом Steve Roach, Kevin Braheny и Michael Stearns, вышедший в 1989 году.

## Об альбоме
Desert Solitaire можно отнести к суперальбомам жанра ambient. Очень редко, когда альбом, записанный тремя знаменитыми музыкантами, становится большим, чем просто сборник. Это как раз такой редкий случай. Разноплановые стили Роуча, Брэхени и Стернса создают невероятно живое, объемное впечатление. Как сказал сам Роуч, «Юго-Западные пустыни притягательны и опьяняюще прекрасны, но они также опасны и пугающие. Мы хотели ухватить эту вневременную красоту, а также выразить в звуке внутренний интуитивный опыт от настоящего присутствия там».
Роуч, Брэхени и Стернс записали каждый по две сольных композиции. Заглавный трек был написан совместно Роучем и Брэхени. Роуч вместе со Стернсом записали совместно три трека. Помимо этого, для записи альбома были приглашены ещё несколько музыкантов, в том числе Роберт Рич.
Название альбому дала книга американского писателя Эдварда Эбби (Edward Abbey) 1968 года «Desert Solitaire:A Season in the Wilderness», этнографическое и философское описание жизни эко-рэнджера в пустынях Юты. Музыканты общались с писателем и обсуждали его вклад в виде нескольких строк на диске. Эдвард Эбби скончался незадолго до завершения работы. Эту утрату также можно почувствовать в настроении альбома, который стал настоящим вневременным посвящением писателю…

## Список композиций
1. «Flatlands» (Roach) (4:49)
2. «Labyrinth» (Sterns) (6:56)
3. «Specter» (Roach) (9:34)
4. «The Canyon’s Embrace» (Roach, Stearns) (3:35)
5. «Cloud of Promise» (Roach, Stearns) (6:38)
6. «Knowledge & Dust» (Braheny) (3:23)
7. «Shiprock» (Stearns) (4:00)
8. «Highnoon» (Roach, Stearns) (10:30)
9. «Empty Time» (Braheny) (5:51)
10. «From the Heart of Darkness» (Stearns) (3:50)
11. «Desert Solitaire» (Roach, Braheny) (6:06)

### Участники записи
- Steve Roach (Oberheim OB8, DMX, Matrix 12, Xpander, Emax, Arp 2600, Korg M-1, Kawi K-5, ocarina, Taos Drum)
- Kevin Braheny (The Mighty Serge, Prophet VS, Prophet 2002, сопрано саксофон, tin whistle, Diamondback rattlesnake)
- Michael Stearns (Roland S-50, D-50, Yamaha TX-7, Oberheim OB8, Serge Modular synthesizer, 12-string guitar)
- Chuck Oken, Jr. (shakers on «Flatlands»)
- Robert Rich (dumbek and gourd drums on «Specter»)
- Goergianne Cowan (голос on «Specter»)
- Miguel Rivera (effects and ghost percussion on «Labyrinth» and «From the Heart of Darkness»)
- Leonice Shinneman (перкуссия, pakhawaj, manjerra, African berimbau, melodic rattle, claves on «Empty Time»)
- Hyman Katz (флейта на «From the Heart of Darkness»)